# Cosima von Bonin

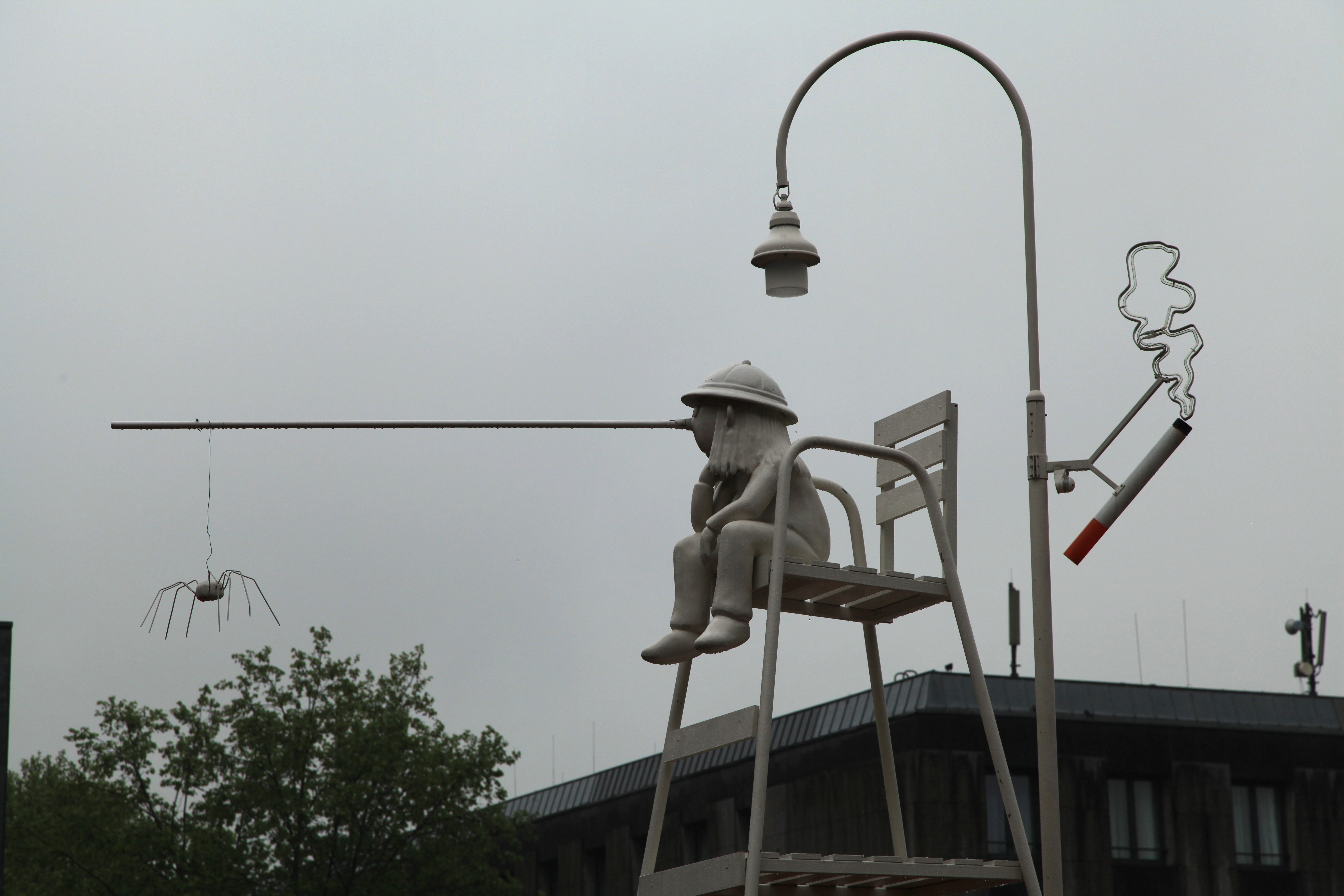
Złodziej dnia

Cosima von Bonin (ur. 1962 w Mombasie) – niemiecka artystka, fotograficzka, autorka instalacji, rzeźbiarka i performerka. Do jej prac należą m.in.: film 2 Positionen auf einmal (2004), instalacja Gauche Caviar (2003) oraz Internationales Wollsekretariat.
Zadebiutowała w 1990 roku w Hamburgu, wystawiając samą siebie jako dzieło sztuki. Odtąd jej prace pokazywano m.in. w Wiedniu, Kolonii i Hamburgu.
Artystka mieszka i pracuje w Kolonii.